# さぼてんとマシュマロ
『さぼてんとマシュマロ』は、『週刊セブンティーン』に連載されていた、武田京子による日本の漫画作品。及び、ユニオン映画の制作により、日本テレビ系列で放送されたテレビドラマ。
テレビドラマ版は、1971年10月2日から1972年3月25日まで放映。放送時間（JST）は毎週土曜19:30 - 20:00。森永製菓の一社提供。

## 概要・あらすじ
本作のタイトルは、青年カメラマン・伊藤仁が「トゲのあるサボテンのように尖った影を持つ」ように息巻いている感じで、女子高生・伊藤真理子が「マシュマロのようにふわふわして甘く愛らしい」感じのそれぞれのキャラクターからという意味である。本作には毎回のサブタイトルは無く、「その○○（話数）」という表示だった（第26話のみ「最終回」）。
東京都内の高校に通う17歳の女子高生で4人姉弟の長女・真理子は、母と家の家計を助けるため、昼間働いて夜に定時制の高校に通うことを決める。父の反対を押し切って、以前からやりたかった雑誌の編集の仕事をしたく、雑誌社「三光出版」に行く。真理子は女性誌『レディースファイブ』の編集部希望であったが、間違えてエッチ系の男性誌『TOMTOM』の面接に行ってしまう。その面接中、箱から逃げ出したウサギを捕まえようとしていた仁と出会う。そして真理子は『TOMTOM』に採用。仁と真理子は度々衝突するが、徐々に惹かれ合っていくことになる。
- 2006年にCS放送のチャンネルNECOで全話が放送されている。
- 長らくソフト化されなかった作品だったが、2019年にベストフィールドより全話収録されたDVDが発売された。

## キャスト

### レギュラー
- 伊藤真理子：吉沢京子
- 伊藤仁：沖雅也
- 伊藤明（仁の弟）：仲雅美
- 伊藤治子：（真理子の母）加藤治子
- 伊藤三郎：（真理子の父）：三谷昇
- 伊藤仁明（仁と明の父）：高橋昌也
- 伊藤裕子（仁と明の母）：伊藤幸子
- 北山：山東昭子
- 東西キャップ：西沢利明
- 麻見キャップ：前田昌明
- 林文平：片岡五郎
- 山下編集長：渥美国泰
- 森祐介：阿知波信介
- 葉子：小橋玲子
- 佐賀直子：佐羽裕子
- 町田紀子：水沢有美
- 加瀬麗子
- 高松加奈子
- 増田佳子

### ゲスト
- 降旗文子 - 第2話
- 三城康裕 - 第2話
- 沖正夫 - 第2話
- 藤木孝 - 第2話
- 田坂都 - 第2話
- 北島マヤ（エリ）- 第3話、第4話、第20話
- 二瓶正也（灘）- 第3話
- 石井利枝 - 第5話
- 石井均 - 第6話
- 津村秀祐 - 第7話、第15話
- 石田太郎 - 第9話
- 富田仲次郎 - 第10話
- 沢井孝子 - 第13話
- 坂口良子 - 第14話
- 新山真弓 - 第14話
- きくち英一 - 第14話
- 小沢澄江 - 第15話
- 柴田昌宏 - 第15話
- 伊藤るり子 - 第16話
- 潮哲也 - 第16話（※本保明啓名義）
- 角ゆり子 - 第17話
- 中沢治夫 - 第17話、第18話、第19話
- 山本紀彦（葉山） - 第20話、第21話
- 高木均 - 第21話、第22話
- 上月佐知子 - 第22話
- 田島令子 - 第23話
- 大泉滉 - 第24話
- 西本裕行 - 第24話
- 南原宏治（船橋竜） - 第25話、第26話

## 放映データ
- 放映期間：1971年10月2日 - 1972年3月25日
- 放映曜日・放映時間帯：毎週土曜日19:30 - 20:00（JST）
- 放映話数：全26話
- 放映形式：カラー16mmフィルム

### スタッフ
- 企画：岡田晋吉（日本テレビ）
- プロデューサー：増井正武（ユニオン映画）、長富忠裕（日本テレビ）
- 原作：武田京子（週刊セブンティーン連載）
- 脚本：鎌田敏夫
- 監督：馬越彦弥、斎藤光正
- 音楽：宮川泰
- 制作協力：渡辺企画
- 制作：ユニオン映画

### 主題歌
『恋をするとき』唄：吉沢京子 作詞：岩谷時子、作曲：宮川泰（テイチク）

## 放送局
放送当時『セブンティーン』に掲載された広告では全国22局ネットと記している。
- 土曜 19:30 - 20:00
  - 日本テレビ
  - 札幌テレビ[2]
  - 青森放送[3]
  - テレビ岩手[3]
  - 秋田放送[3]
  - 山形放送[3]
  - 宮城テレビ[3]
  - 福島中央テレビ[3]
  - 北日本放送[4]
  - 福井放送[4]
  - 山梨放送[5]
  - 名古屋テレビ[6]
  - よみうりテレビ[7]
  - 日本海テレビ[8]
  - 山口放送[9]
  - 四国放送[10]
  - 西日本放送[11]
  - 南海放送[9]
  - 高知放送[9]
  - 福岡放送[12]
  - テレビ大分[13]
- 木曜 21:30 - 22:00
  - 広島ホームテレビ[14]
- 日曜 18:30 - 19:00
  - 信越放送（1972年6月時点、遅れネット）[15]